# Ernst Georg Ravenstein

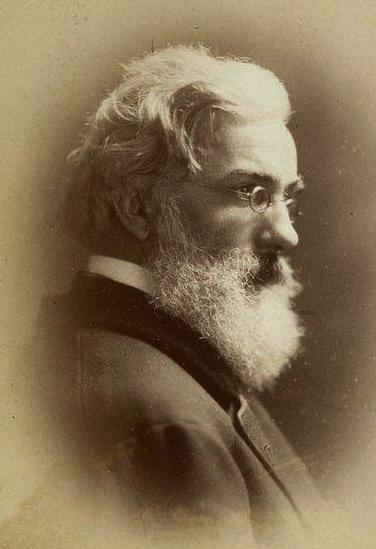
Ernst Georg Ravenstein a fines del siglo XIX

Ernst Georg Ravenstein ( Fráncfort del Meno, 3 de diciembre de 1834 - 13 de marzo de 1913) fue un destacado geógrafo y cartógrafo. Nació y murió en Alemania, pero pasó gran parte de su vida adulta en el Reino Unido. Ha sido reconocido principalmente por su contribución a la cartografía africana.

## Biografía
Ernst Georg Ravenstein nació en Fráncfort del Meno, Alemania. Cuando tenía 18 años se hizo alumno de August Heinrich Petermann, fundador de la famosa revista científica de geografía Petermanns Geographische Mitteilungen. Después de mudarse a Inglaterra, trabajó durante 20 años (1855-75) en el Departamento de Topografía de la Secretaría de Guerra (The War Office). Estuvo durante mucho tiempo en los directorios de la Royal Statistical Society y de la Royal Geographical Society y fue profesor de Geografía en el Bedford College, en 1882 y 1883. Así mismo, era conocido también por sus valiosos informes a diversas sociedades científicas británicas valorados por sus aportes académicos. Fue el primero en recibir la medalla de oro de la Reina Victoria de la Royal Geographic Society (1902). Su Atlas Sistemático (Systematic Atlas) de 1884 puso en la práctica muchas de las útiles ideas del autor sobre los métodos para enseñar Cartografía. Su Mapa del África Ecuatorial (1884) fue el mapa más destacado de esta parte del continente africano que se había hecho hasta dicha fecha (). 

## Libros
Ravenstein también escribió varios libros y artículos de Geografía, de Estadística y Demografía así como numerosas obras de Cartografía. Entre sus obras se pueden citar:
- The Russians on the Amur (1861) (Este texto completo, en inglés, puede ser consultado en Google Books:).
- Handy volume Atlas (1895; séptima edición, 1907)
- The New Census Physical, Pictorial, and Descriptive Atlas of the World (1911)

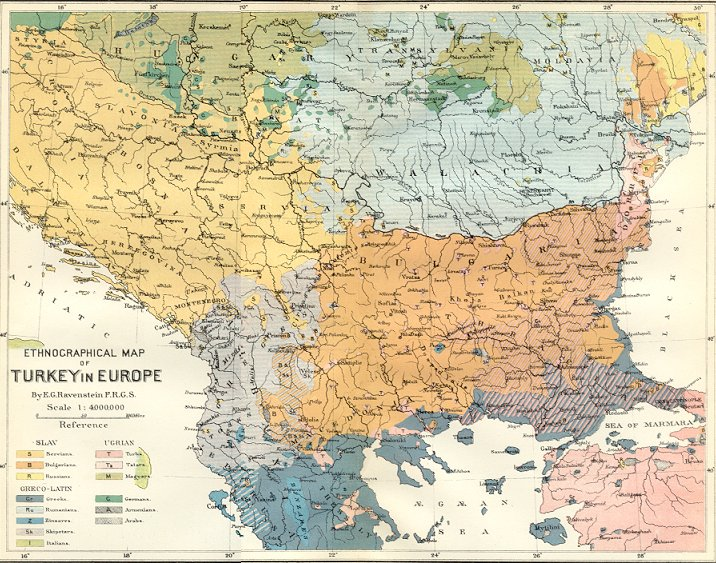
Mapa etnográfico de Turquía en Europa por Ernst Ravenstein.

## Las «leyes» de las migraciones
Ernst Georg Ravenstein fue el demógrafo que primero habló de las «leyes» de las migraciones humanas al analizar, desde el punto de vista estadístico, los lugares de residencia de la población inglesa de dos censos consecutivos, a finales del siglo XIX. Desde luego, hablar de leyes en un análisis demográfico parece ser algo demasiado tajante, y por eso se indica entrecomillado este término. Las «leyes» de Ravenstein han sido acertadamente definidas como una especie de estructuras o patrones; es decir, rasgos o características que pueden observarse mediante la comparación de los datos demográficos en los que se reflejan los cambios espaciales de la población. Y de la comparación de dichos patrones de distribución entre dos épocas distintas, surgen los procesos geográficos que nos aclaran la evolución temporal de dichos patrones. Sus conclusiones, que se aplican en su mayor parte al éxodo rural, fueron, en aquella ocasión ( y 
) las siguientes:
- La mayor parte de los emigrantes se desplaza a lugares cercanos
- La emigración se realiza escalonadamente
- La emigración a gran distancia se hace a grandes centros
- Toda corriente migratoria origina una contracorriente
- Emigran más los habitantes del campo que los de la ciudad
- A distancias cortas emigran más las mujeres y a distancias largas más los hombres
- La mayoría de los emigrantes son adultos
- Las familias cuando emigran van a lugares cercanos
- La intensidad de los movimientos aumenta con el desarrollo de las actividades comerciales e industriales y con el de los transportes
- Las grandes ciudades crecen más por inmigración que por crecimiento vegetativo
- Las migraciones se dan sobre todo del medio rural a los grandes centros comerciales e industriales
- Las causas principales de los movimientos migratorios son económicas[4]